# Perry White
Perry White és un personatge de ficció que apareix als còmics estatunidencs publicats per DC Comics. És el redactor en cap del diari The Daily Planet de la ciutat de Metròpolis. El personatge manté uns estàndards ètics i periodístics molt alts i és una imatge arquetípica del cap dur i irascible, però just.
Al cinema, el personatge ha estat interpretat per Pierre Watkin al serial Superman de 1948, Jackie Cooper a la pel·lícula Superman de 1978 i les seves seqüeles, Frank Langella a Superman: El retorn, Laurence Fishburne a l'Univers estès de DC i Wendell Pierce a la propera pel·lícula Superman (2025). A la televisió, John Hamilton i Lane Smith van interpretar el personatge a Adventures of Superman i Lois &amp; Clark: The New Adventures of Superman, respectivament, i Paul Jarrett a la sèrie Superman & Lois.

## Història de la publicació
El personatge Perry White va ser creat per a la sèrie de ràdio The Adventures of Superman, amb la veu de l'actor Julian Noa. Va aparèixer per primera vegada al segon episodi, "Clark Kent, Reporter", que es va emetre el 14 de febrer de 1940. El personatge va ser introduït als còmics més tard aquell any, apareixent a Superman núm. 7 (publicat el 6 de setembre de 1940, amb data de portada de novembre de 1940). Des d'aleshores, el personatge ha continuat apareixent a Superman i altres còmics de manera contínua, i ha estat un personatge secundari habitual tant en pel·lícules d'imatge real com d'animació i programes de televisió durant vuit dècades.
És conegut per les frases recurrents "Great Caesar's ghost!" (El fantasma del gran Cèsar!) i "Don't call me 'chief!" (No em diguis/digueu 'cap!).

## Biografia del personatge de ficció

### Edats d'or i plata
Els primers còmics de Superman representen Clark Kent i Lois Lane treballant per al diari Daily Star, sota un editor anomenat George Taylor. No obstant això, després de la introducció de Perry White a la sèrie de ràdio Adventures of Superman, el personatge es va incorporar als còmics, apareixent com l'editor d'un nou recentment rebatejat Daily Planet. En aquell moment no es va donar cap explicació a la història d'aquest canvi, i ni George Taylor ni el Daily Star no es van tornar a esmentar durant molts anys.
Després de l'establiment del multivers a la dècada de 1960, Taylor i el Daily Star es van col·locar retroactivament a "Earth-Two", (l'escenari dels còmics de DC de l'Edat Daurada), mentre que White i el Daily Planet es van col·locar a Earth-One (l'univers de l'Edat de plata). (Al món real, Perry White i el Planet es van crear durant l'Edat d'Or dels còmics.) Un Perry White també va existir a la Terra-Dos: allà, és un reporter principal del Daily Star i, segons una història de The Superman Family, ha fet de director suplent de tant en tant quan Taylor estava fora.
Abans dels canvis radicals de continuïtat detallats a Crisis on Infinite Earths, The Man of Steel, i altres còmics publicats després de 1986, Perry White és descrit com a reporter independent de diversos diaris, inclòs un diari de Chicago i Gotham Gazette de Gotham City. A The Adventures of Superman, també es va establir que White tenia una llicenciatura en dret, però mai havia exercit d'advocat, el periodisme tenia una major atracció per a ell. Tanmateix, aquest detall del programa de ràdio poques vegades, si es va arribar a fer mai, es va tocar als còmics.
White finalment va a treballar al Daily Planet com a reporter, i guanya el seu primer premi Pulitzer en ser el primer a escriure sobre els orígens extraterrestres de Superboy, gràcies a una entrevista exclusiva amb ell.
Més tard, les habilitats de reportatge d'en Perry guanyen més elogis després que sigui el primer a descobrir que Superboy s'ha traslladat a Metropolis des de Smallville. (Superboy tenia la intenció de mantenir el seu moviment en silenci durant un període indefinit, per no alertar ningú que Superboy i Clark Kent abandonaven Smallville alhora.)
Finalment, durant el primer any de la universitat de Clark Kent, Perry és ascendit a redactor en cap del diari, després de la jubilació de l'anterior editor del diari, la versió d'Earth-One de George Taylor.
A principis de la dècada de 1970, el Daily Planet és comprat per Morgan Edge, president del conglomerat de mitjans Galaxy Communications, amb gran part del poder de Perry a l'hora de dirigir el diari superat per Edge. En els mesos just abans del "reinici" de la crisi el 1985, es dona a entendre que Perry White comença a sucumbir a la malaltia d'Alzheimer, manifestant-se en un augment de l'oblit i la confusió.

### Post-crisi (des de 1986)
Amb la renovació posterior a Crisis on Infinite Earths de l'escriptor John Byrne de l'origen de Superman a la minisèrie Man of Steel i els seus còmics posteriors de Superman, la història de Perry White es va alterar i es va concretar més completament.
Després de Crisis, White va néixer a la zona de Suicide Slum de Metropolis, creixent amb un pare desaparegut en acció en una guerra a l'estranger. White va a l'escola amb Lex Luthor mentre són nens (Luthor també va néixer a Suicide Slum) i es converteix en un nen còpia al Daily Planet, començant una carrera de tota la vida que el portarà a pujar per l'escalafó del diari.
Després que Luthor es converteixi en un home de negocis d'èxit, comença a diversificar les seves participacions a la seva nova empresa LexCorp, que inclou la compra del Daily Planet. Luthor aviat el ven després de decidir dedicar-se a inversions en tecnologia i televisió. Rebutjant una oferta de Luthor per formar part de la nova estació de televisió de Luthor WLEX, White troba un inversor que salva el Daily Planet, amb la condició que Perry sigui ascendit de periodista a director en cap. Tot l'episodi, inclòs el fet de ser obligat a abandonar la seva activa carrera de reporter, deixa a White amarg i enfadat amb Luthor.
White es casa amb Alice Spencer i té un fill, Jerry White. Molt més tard, després que Jerry hagi crescut, Perry s'assabenta que Luthor és el pare biològic de Jerry; Luthor després d'haver seduït i inseminat Alice mentre Perry estava a l'estranger informant d'una guerra i es pensava que havia estat assassinat. Tot i que Perry continua criant en Jerry com a propi, el coneixement que no és el veritable pare del nen continua perseguint-lo.
En els anys següents com a editor en cap i després redactor en cap de The Daily Planet, White forma un equip bàsic de periodistes i escriptors: Lois Lane, Clark Kent, Jimmy Olsen, Catherine "Cat" Grant, Ron Troupe, Steve Lombard i molts altres. The Planet, per la seva banda, s'estableix com un document de registre, amb històries trencadores com el debut de Superman, múltiples invasions alienígenes i la mort i el posterior retorn de Superman. Durant aquest temps, White s'allunya cada cop més del seu fill Jerry, que finalment mor per una ferida de bala. En Perry i l'Alice passen un temps de dol, cosa que fa que Perry prengui una excedència al Daily Planet .
Més tard, els White adopten un nen afroamericà orfe anomenat Keith Robert Parks, al que aviat li canvia el nom a Keith Robert White. En aquest moment, Perry pren una altra excedència per al tractament del càncer de pulmó, posant Clark Kent al capdavant com a editor temporal del Planeta. Després de molts mesos esgotadors de quimioteràpia, el càncer entra en remissió. (Perry White havia estat representat a tots els mitjans com un fumador habitual de cigars durant dècades.)
Durant un període de lluita financera per al Planet, el seu propietari, Franklin Stern, torna a vendre el diari a Luthor. Luthor, actuant per malícia, tanca el diari i acomiada tothom excepte Lane, Olsen i dos més que es veuen obligats a acceptar nous llocs de treball a Lexcom, la nova empresa de notícies de Luthor basada en Internet. Poc després, Luthor ven el Planet a Bruce Wayne per 1 $ (gràcies a un acord secret fet amb Lane). Wayne torna a contractar en Perry i essencialment li dona el control total del Planeta, el que li permet desfer tota la intromissió de Luthor mentre resol els problemes financers del diari.
Tot i que el coneixement de Perry White sobre l'alter ego de Clark Kent és incert, ha trobat la roba del seu reporter estrella en un armari de subministraments, inclòs el seu passaport. Per aquest motiu, s'implica que White pot sospitar que Kent és Superman, però mai no ha confiat aquesta sospita o coneixement a ningú. Per la seva banda, Batman creu que White ho sap.
Alguns canvis a la continuïtat de Superman es van introduir a la minisèrie Superman: Birthright del 2003-2004, i després de nou a Superman: Secret Origin del 2010. Aquests canvis poden haver afectat els detalls de la vida de Perry White tal com s'ha explicat anteriorment. Tanmateix, se suposa que qualsevol detall no contradit directament per aquestes històries o còmics posteriors abans de 2011 està dins de la continuïtat del personatge.
Des de Flashpoint de 2011, Rebirth de 2013 i Dark Crisis de 2022, la totalitat de la continuïtat de DC Comics s'ha reescrit, esborrat i reintroduït diverses vegades, alterant posteriorment el personatge de Perry White.
Quan Clark decideix fer pública la seva identitat, Perry és una de les primeres persones que li explica. Com que Perry està molt més implicat en la vida de Clark i el veu no només com un empleat sinó com un bon marit i pare, accepta plenament que Clark és Superman i li permet mantenir la seva feina.
Quan Lex Luthor utilitza Manchester Black per esborrar tot el coneixement públic de la identitat secreta de Superman, Perry és el primer a demostrar què passarà si algú li recorda aquest secret; L'ordre telepàtic de Black gairebé fa que en Perry tingui un atac epilèptic, ja que el seu cervell ja no pot acceptar la idea que Superman i Clark Kent són la mateixa persona.

## En altres mitjans

### Pel·lícula
- Pierre Watkin va interpretar a Perry White, a les sèries Superman (1948) i Atom Man vs. Superman (1950).
- A la pel·lícula de 1978 Superman (i les seves tres seqüeles de la dècada de 1980 ), Jackie Cooper va interpretar a Perry com un personatge dur, que mai deixava que els seus periodistes oblidessin que havia treballat per al Planet gairebé tota la seva vida. La línia "no em digueu cap" es va convertir en un gag sobre demanar cafè i es va convertir en "no em digueu sucre!" (quan demana un cafè amb sucre, i Jimmy Olsen l'anomena "cap" i li diu que no li digui "sucre"). A Perry de Cooper també li agradaven aforismes com ara "Un bon reporter no rep grans històries; un bon reporter les fa grans". A la pista de comentaris de Superman, el director Richard Donner revela que Cooper va aconseguir el paper perquè tenia un passaport i, per tant, podia estar al plató en poques hores, després que Keenan Wynn, que havia estat escollit originalment, patís un atac de cor.
- A Superman: El retorn de Bryan Singer, Perry White havia de ser interpretat per Hugh Laurie, però quan es va determinar que hi hauria un conflicte d'horaris amb la sèrie de televisió House de Laurie (que, per cert, era produïda per Singer), Laurie es va veure obligat a abandonar i Frank Langella va intervenir per interpretar a Perry White. En aquesta pel·lícula, Perry té un nebot, Richard White, que està compromès amb Lois i serveix de figura paterna al seu fill Jason, encara que al llarg de la pel·lícula s'implica que el pare biològic de Jason és el mateix Superman.
- Laurence Fishburne interpreta Perry White a l'Univers estès de DC Comics:
  - A L'home d'acer, tot i que la seva posició no s'allunya dels còmics, la seva visió de Superman és una mica diferent. En lloc de veure la seva existència com una primícia important, creu que aquest descobriment justificarà una reacció negativa de la gent de la Terra. Quan un blogger que Lois Lane va conèixer amb Superman apareix a la televisió i esmenta la trobada de la Lois amb ell, Perry White la truca dient que l'FBI ha visitat el Daily Planet i li aconsella que s'entregui a ells. En el clímax de la pel·lícula, ell i Steve Lombard ajuden una periodista anomenada Jenny Jurwich quan queda atrapada sota les runes. Al final de la pel·lícula, White presenta Lois i Lombard a Clark.
  - A Batman contra Superman: L'alba de la justícia, intenta convèncer en Clark perquè es concentri a publicar un article esportiu en lloc d'investigar les accions de Batman a Gotham. Quan Superman és assassinat, es mostra a Perry sostenint un document que publica les morts de Superman i Clark Kent (amb una història d'encobriment de Lois que afirma que Clark va ser un espectador assassinat en la lluita contra Doomsday) i va plorar en silenci per la seva mort. A l'edició definitiva, Perry i la seva companya periodista Jenny Jurwich assisteixen al funeral de Clark Kent a Smallville.
- Wendell Pierce interpretarà a Perry White a l'Univers DC (DCU), començant per la pel·lícula Superman del 2025.